# Omid
Omid (perzijski:امید; „Nada”) je prvi iranski umjetni satelit, lansiran 2. veljače 2009. godine, čija je svrha, prema izvještaju Iranske državne televizije, obrada podataka za istraživanja i telekomunikacije.
Satelit je lanisiran pomoću iranske rakete nosač Safir 2, i ukupno je treći iranski satelit lansiran u svemir (prvi Sina-1 je za Iran, konstruirala i lansirala Rusija 2005., a drugi je bio zajednički projekt Irana, Kine i Tajlanda). Iran trenutno gradi još sedam satelita koji bi trebali biti lansirani u narednih nekoliko godina.

## Poveznice
- Iranska svemirska agencija
- Rasad-1

## Vanjske poveznice
- (perz.) Službena stranica  Arhivirana inačica izvorne stranice od 22. srpnja 2011. (Wayback Machine)
- (engl.) Radijska promatranja i ostali detalji satelita Omid  Arhivirana inačica izvorne stranice od 10. veljače 2009. (Wayback Machine)
- (engl.) Video prvog iranskog lansiranja satelita  Arhivirana inačica izvorne stranice od 9. studenoga 2020. (Wayback Machine)
- (perz.) Fotografije otvaranja iranskog svemirskog centra  Arhivirana inačica izvorne stranice od 9. travnja 2008. (Wayback Machine)
- (engl.) Real Time OMID (praćenje satelita)

Wikimedijski zajednički poslužitelj:
|  | Zajednički poslužitelj ima još gradiva o temi Omid |